# Ilona Richter
Ilona Richter (n. 11 martie 1953, Neukirchen/Erzgeb., Republica Democrată Germană, Germania) este o canotoare ce a reprezentat Republica Democrată Germană, medaliată olimpică. A participat la 2 ediții ale Jocurilor Olimpice (1976, 1980) în care a câștigat două medalii de aur.